# Carlos Borrello
José Carlos Borrello (12 de septiembre de 1955, Argentina) es un entrenador argentino. Se desempeña como coordinador general de selecciones femeninas en la AFA. Anteriormente, fue director técnico de la selección argentina femenina en las categorías absoluta y sub-20.
Durante su gestión como entrenador de la selección durante su primera etapa (1998-2012) y segunda etapa (2017-2021), ayudó al equipo nacional a clasificar a tres Mundiales Femeninos (2003, 2007 y 2019), tres Mundiales Femeninos Sub-20 (2006, 2008 y 2012) y a los Juegos Olímpicos de Pekín 2008. También logró sacar a Argentina campeón por primera y única vez de la Copa América Femenina en la edición de 2006, y obtuvo el subcampeonato en la edición 2003 y el tercer puesto en la edición 2018. Durante los Juegos Panamericanos de 2019 obtuvo la medalla de plata, superando el cuarto puesto obtenido en Santo Domingo 2003.
Es hijo de José Borello, histórico goleador de Boca Juniors.

## Carrera
Borrello comenzó su carrera como director técnico dirigiendo equipos universitarios entre 1994 y 1995, antes de ingresar a San Martín de Burzaco, donde comenzó a dirigir el equipo femenino dicho a club a pedido de su padre entre 1996 y 1997.
En 1997, se convirtió en asistente técnico de la selección nacional femenina, convirtiéndose en director técnico de la selección en 1998. Ayudó a la selección nacional a clasificarse su primera Copa Mundial Femenina de la FIFA en 2003. Tres años después, lideró al equipo nacional a su primer título, la Copa América 2006. Dicha victoria le permitió a la selección clasificarse a la Copa Mundial Femenina de Fútbol de 2007 y a los Juegos Olímpicos de Pekín 2008, la que fue la primera aparición olímpica del equipo. Tras la actuación, trato de convencer a la Asociación del Fútbol Argentino para profesionalizar el seleccionado, pero no obtuvo respuesta de parte de los dirigentes.
Borello también dirigió a los equipos juveniles nacionales, clasificando a tres ediciones del Mundial Femenino Sub-20 (2006, 2008 y 2012). Se mantuvo en dicha posición hasta octubre de 2012.
Tras su paso por la selección, Borello firmó con el club UAI Urquiza, llevando a la victoria al equipo dos veces, en 2014 y 2016. En julio de 2017 se alejó de UAI Urquiza para volver a la selección nacional, donde logró el tercer puesto en la Copa América Femenina 2018 y la clasificación a la Copa Mundial Femenina de Fútbol de 2019, tras doce años sin que el conjunto nacional pueda clasificar a dicha competencia. En dicho mundial, la selección obtuvo su primer punto, al empatar 0-0 con Japón.
Durante los Juegos Panamericanos de 2019, la selección llegó a la final sin haber recibido goles, y obtuvo la medalla de plata tras perder por penales ante Colombia.
El 26 de julio de 2021, Borrello dejó la conducción técnica de la selección y fue reemplazado por Germán Portanova.

## Palmarés
| Título                    | Club        | País      | Año  |
| ------------------------- | ----------- | --------- | ---- |
| Primera División Femenina | UAI Urquiza | Argentina | 2014 |
| Primera División Femenina | UAI Urquiza | Argentina | 2016 |

### Palmarés internacionales
| Título                | Selección           | País      | Año  |
| --------------------- | ------------------- | --------- | ---- |
| Copa América Femenina | Selección Argentina | Argentina | 2006 |